# Kinshasa
Kinshasa (tidligere Léopoldville) er hovedstad og største by i Demokratiske Republik Congo. Med 14.565.700(2020) indbyggere konkurrerer den med Johannesburg om at være den næststørste afrikanske by syd for Sahara efter Lagos. Byen ligger på den sydlige bred af Congofloden ved Stanley Pool direkte over for Brazzaville, hovedstaden i Republikken Congo.
Byen blev grundlagt i 1881 af Henry Morton Stanley. I 1926 blev den udråbt til hovedstad i tidligere Belgisk Congo. Kinshasas faciliteter tæller blandt andet et universitet fra 1954 samt et dansk undervisningshospital fra 1963.